# Mosebunke
Mosebunke (Deschampsia cespitosa), ofte skrevet mose-bunke, er et 50-150 cm høj græs, der vokser på enge, ved grøfter og i fugtig skov.

## Beskrivelse
Mosebunke er en vintergrøn flerårig urt med tueformet vækst. Bladene er linjeformede og flade eller rendeformede med tydelig køl og meget skarpe kanter. Oversiden er ru og stribet i modlys. Farven er klart grøn på begge sider. Blomstringen sker i juni-juli, hvor man finder de ufuldkomne blomster samlet i småaks, som sidder i en stor, åben top. Stakken er kun svagt udragende, og dækbladet er lige afskåret.
Rodnettet danner en tæt, filtret masse af trævlerødder. Planten breder sig kun ganske langsomt ved deling fra tuen, men til gengæld så meget desto hurtigere ved hjælp af frø.
Højde x bredde og årlig tilvækst: 0,25 x 0,25 (25 x 25 cm/år). De blomsterbærende stængler er dog væsentligt højere (op til 1,50 m).

## Voksested
Arten er udbredt i Øst- og Centralafrika, Mellemøsten, Kaukasus, Centralasien, Sibirien, Østasien, det Indiske Subkontinent, Nordamerika, det sydligste Sydamerika, Australien og New Zealand samt Europa. Den hører hjemme på fugtig, næringsfattig og sur til neutral bund, og den er blandt de typiske planter i danske moser.
Den er et af de klassiske eksempler på, at økologisk tilpasning ikke er ensbetydende med genetisk tilpasning. Forsøg har vist, at mosebunke er indrettet efter at skulle vokse på steder, hvor jordbunden har neutral reaktion (pH=7), men at den alligevel klarer sig bedst i konkurrencen på sur jord (pH=4,5).
I et par moser i Krogdal og Ulvedal øst for skovdiget, Ulvedal Skov på Alheden vest for Viborg findes arten i en bevoksning sammen med bl.a. blåtop, almindelig jomfruhår, almindelig star, grenet pindsvineknop, klokkelyng, kragefod, kærgaltetand, kærmysse, kærtidsel, liljekonval, lysesiv, mosebølle, pillestar, smalbladet kæruld, sværtevæld, tormentil, tuekæruld og tørvemos (flere arter)

## Anvendelse
Mosebunke bruges som føde for kreaturer.
De tætte tuer er et yndet overvintringssted for smådyr (insekter, krebsdyr og spindlere), og i England har man optalt mere end 4000 individer, fordelt på over 200 arter, i sådan en tue. Derfor er selv en kedelig og ukrudtsagtig plante som mosebunke et værdifuldt element i den biotop, som findes på fugtig, sur bund.
| Portal | Portal:Botanik |

## Note
1. ↑  "Skov- og Naturstyrelsen: Alhedens Plantager". Arkiveret fra originalen 2. maj 2015. Hentet 26. juni 2014.